# Strichbild
Unter Strichbild, Strichzeichnung oder Volltonabbildung versteht man vornehmlich in der Fotografie ein nur rein schwarze und weiße Partien aufweisendes Fotonegativ oder -positiv ohne jegliche Grauabstufungen. Eine Originalvorlage ohne Halbtöne bezeichnet man als Strichvorlage. Gegensatz des Strichbilds ist das Halbtonbild.
Zur Herstellung von Strichbildern dienen in der herkömmlichen chemotechnischen Fotografie Strichfilme (s. auch Dokumentenfilm), technische Papiere (s. a. Dokumentenpapier) sowie hart arbeitende Entwickler, die die Gradation aufsteilen. Sie spielten im Druckwesen eine große Rolle bei der Herstellung von Klischees (s. a. Rasterung).
In der elektronischen Bildbearbeitung lassen sich Strichbilder – wie vieles andere auch – in den meisten Grafikprogrammen durch Mausklick herstellen.